# Charles Cornelius Smith
Charles Cornelius Smith (Fort Worth, Texas, 22 de agosto de 1975) es un exjugador de baloncesto estadounidense. Con 1,93 metros de altura, jugaba de escolta.

## Biografía

### Universidad
Charles Smith comenzó su carrera en el mundo del baloncesto en la Universidad de Nuevo México en 1994, compitiendo 3 temporadas en la NCAA. 

### Profesional
En 1997 fue elegido en la primera ronda del Draft de la NBA, siendo elegido en el número 26 por Miami Heat, incorporándose a la disciplina del equipo. A mitad de temporada es traspasado a Los Angeles Clippers a cambio de Brent Barry tras haber disputado pocos minutos en Miami. En los Clippers adquiere algo más de protagonismo, manteniéndose en el equipo la siguiente temporada. En verano de 1999 disputa con su equipo la FILA Summer League. En la temporada 99/00 es cortado por su equipo sin llegar a debutar, recalando en el Rockford Lightning de la CBA. 
En abril del año 2000 da el salto a Europa y ficha por el Snaidero Udine de la LEGA italiana. En su segundo año en el equipo consigue ser el segundo mejor anotador de la competición. Esta gran temporada no pasó desapercibida por los equipos de la NBA, y San Antonio Spurs lo ficha para la temporada 2001/02. Al finalizar la temporada es incluido en un traspaso múltiple entre los Spurs y Portland Trail Blazers.
Tras un año sin apenas contar para su entrenador, Smith vuelve a Europa, esta vez a la liga HEBA de Grecia, fichando por el Makedonikos en 2003. En octubre de 2003 su equipo rescinde su contrato y Smith ficha por el Virtus Bologna, equipo de la Liga Italiana de Baloncesto italiana. Tras una buena temporada ficha por el Scavolini Pesaro de la LEGA en 2004.
Un buen año en la primera división italiana (se proclama máximo anotador de la Euroliga) hace que la NBA vuelva a fijarse en él, y en 2005 se incorpora de nuevo a los Portland Trail Blazers. De nuevo un traspaso múltiple entre varios equipos hace que Smith abandone los Blazers y fiche por los Denver Nuggets. Con su nuevo equipo jugó un solo partido de liga antes de abandonarlo y regresar a Europa, en este caso a la TBL de Turquía, recalando en el Efes Pilsen de Estambul en marzo de 2006.
En verano de 2006 la prensa se hace eco del interés del Real Madrid de contar con sus servicios, hablándose de un acuerdo entre el club y el jugador. Durante todo el verano se especula sobre su incorporación o no al equipo español, hasta que finalmente se hace oficial. En su primera temporada se convierte en un jugador fundamental en el juego del Real Madrid, promediando más de 10 puntos por partido en la Liga ACB, y coronándose como MVP de la final de la Copa ULEB que ganó el conjunto español al Lietuvos Rytas de Lituania. También se proclama en junio de 2007 campeón de la Liga ACB.

## Palmarés
- Liga ACB (1):  2007
- Copa ULEB (1): 2007.
- Trofeo Alphonso Ford (2005)

## Distinciones individuales
- Incluido en el quinteto ideal de WAC de la NCAA en 1996 con la Universidad de Nuevo México.
- Debutante del año en la CBA en 2000 con Rockford Lightning.
- Incluido en el segundo equipo del quinteto ideal de la CBA en 2000 con Rockford Lightning.
- Máximo anotador de la Euroliga en la temporada 04-05 con el Scavolini Pesaro.
- 2 veces Mejor Jugador de la Semana en la Euroliga 04-05 con el Scavolini Pesaro.
- MVP de la final de la Copa ULEB 06/07 con el Real Madrid.

## Curiosidades
Sus largos brazos, que le otorgan una envergadura mayor de la habitual, son el origen del apodo por el que es conocido, La Araña.